# Boorowa Council
Boorowa Council is een Local Government Area (LGA) in de Australische deelstaat New South Wales. Boorowa Council telt 2.495 inwoners. De hoofdplaats is Boorowa.